# Jarak
 Ovo je glavno značenje pojma Jarak. Za druga značenja pogledajte Jarak (razdvojba).
Jarak je vrsta umjetnoga potoka ili kanala.  

## Funkcija
Jarci se koriste za navodnjavanje, ili kao drenaža za odvodnjavanje tla.